# Gran Trittico Lombardo 2020
Il Gran Trittico Lombardo 2020, unica edizione della corsa, valevole come tredicesima prova dell'UCI ProSeries 2020 categoria 1.Pro e come seconda prova della Ciclismo Cup 2020, si svolse il 3 agosto 2020 su un percorso di 199,7 km, con partenza da Legnano e arrivo a Varese, in Italia. La vittoria fu appannaggio dello spagnolo Gorka Izagirre, che completò il percorso in 4h41'02", alla media di 42,636 km/h, precedendo il connazionale Alex Aranburu e il belga Greg Van Avermaet.
Sul traguardo di Varese 52 ciclisti, su 146 partenti da Legnano, portarono a termine la competizione.

## Squadre e corridori partecipanti
| N.      | Cod. | Squadra                     |
| ------- | ---- | --------------------------- |
| 1-7     | CCC  | CCC Team                    |
| 11-17   | AST  | Astana Pro Team             |
| 21-27   | MTS  | Mitchelton-Scott            |
| 31-37   | MOV  | Movistar Team               |
| 41-47   | UAD  | UAE Team Emirates           |
| 51-57   | INS  | Team Ineos                  |
| 61-67   | TFS  | Trek-Segafredo              |
| 71-77   | BCF  | Bardiani-CSF-Faizanè        |
| 81-87   | APF  | Alpecin-Fenix               |
| 91-97   | ANS  | Androni Giocattoli-Sidermec |
| 101-107 | CWG  | Circus-Wanty Gobert         |

| N.      | Cod. | Squadra                       |
| ------- | ---- | ----------------------------- |
| 111-117 | GAZ  | Gazprom-RusVelo               |
| 121-127 | PCB  | Team Arkéa-Samsic             |
| 131-137 | THR  | Vini Zabù KTM                 |
| 141-146 | ITA  | Italia                        |
| 151-156 | BTM  | Beltrami TSA Marchiol         |
| 161-167 | AMO  | Amore & Vita-Prodir           |
| 171-177 | SAN  | Sangemini-Trevigiani-MG.K Vis |
| 181-187 | CTA  | Colombia T. de Atletas-GW     |
| 191-197 | CPK  | Team Colpack Ballan           |
| 201-207 | NPC  | NTT Continental Cycling Team  |

## Ordine d'arrivo (Top 10)
| Pos. | Corridore            | Squadra | Tempo    |
| ---- | -------------------- | ------- | -------- |
| 1    | Gorka Izagirre       | Astana  | 4h41'02" |
| 2    | Alex Aranburu        | Astana  | a 27"    |
| 3    | Greg Van Avermaet    | CCC     | s.t.     |
| 4    | Michał Kwiatkowski   | Ineos   | s.t.     |
| 5    | Vincenzo Nibali      | Trek    | s.t.     |
| 6    | Jan Polanc           | UAE     | s.t.     |
| 7    | Nicola Bagioli       | Androni | s.t.     |
| 8    | Louis Vervaeke       | Alpecin | a 28"    |
| 9    | Alessandro De Marchi | CCC     | a 30"    |
| 10   | Jhonatan Narváez     | Ineos   | a 1'01"  |